# THE ARNOLDS
THE ARNOLDS（ジ・アーノルズ）は、日本のオルタナティヴ・ロックバンド。2023年7月23日解散。

## メンバー
阿部 碧依(あべ あおい)
ボーカル、ギター、ピアニカ、タップダンスを担当。バンドのほぼ全ての作曲・作詞を担当している。カタカナを書く事に苦手意識がある。書字が達筆気味である。
岩巻 ミユウ(いわまき みゆう)
ベース、コーラスを担当。以前は岩巻ベンジーという名で活動していたが、その後「岩巻ミユウ」に改名。好物はナンとルーロー飯。
ハブキ アイナ(はぶき あいな)
ドラム、コーラスを担当。すばしっこい。週7の頻度で納豆巻きを食べていた時期がある。2023年現在、納豆巻きとは絶縁状態にある。

## 来歴
2017年に結成。仙台市を拠点にライブ活動を行う。12月、1stデモCDを会場限定で発売(廃盤)。
2018年4月に仙台新人類'18に出演。2ndデモCD4曲入りをライブ会場限定で発売(廃盤)。5月にドラムが脱退。同時に現在までドラムのハブキが加入する。夏にはGAMA ROCK FES'18オーディション最終選考に進出。自身初ワンマンを開催し、3rdデモCD「WE ARE THE ARNOLDS!!!」を発売(廃盤)。12月にはザ50回転ズ「ROCK＆ROLL GENERATION TOUR 仙台編」にオープニングアクトとして参加。
2019年1月、パンサー尾形と狩野英孝がメインMCを務める仙台放送「かのおが便利軒」に出演。また、大阪十三FANDANGOの移転に際し、ボーカル阿部がFANDANGO宛に手紙を送ったことから2月に出演。5月、仙台BIRD LANDにて初の自主企画ライブを開催。つしまみれのツアー仙台編に参加した際に仙台CATV「BONBON-TV」に出演。前年8月より販売の3rdデモCD「WE ARE THE ARNOLDS!!!」が200枚完売(以降廃盤)。暮れには初の自主レーベル「SEYAKATE RECORS(セヤカテ・レコーズ)」を設立する。自主制作PV「ナインティーンガール」を公開。
2020年1月11日、1st mini album「NINETEEN」発売を記念し、仙台東口音屋スタジオ＋にて2nd ワンマンライブを行う。仙台・東京・大阪の3か所を回る「NINETEEN」リリースツアーを敢行、ツアーファイナルとして仙台FLYING SONにて自主企画「あかんやないの!」を開催。
新型コロナウイルスの影響を受けた仙台FLYING SONを支援するコンピレーション・アルバム「仙台新人類SAVE FOR FLYING SON」に参加。
各種サブスクリプションにて、3ヶ月連続デジタルシングルを配信。第1弾「麦茶」、第2弾「夕暮れと赤い車」、第3弾「ラヴとニード」。
6月、MAN WITH A MISSION主催のLFLH projectスピンオフ企画配信番組にVo.阿部が弾き語りで出演を果たす。Date fmにて初冠ラジオ番組「THE ARNOLDSの定禅寺ブギー」がスタート、同時に同局「定禅寺ブギー」にレギュラー出演。
インディーズバンド配信サイト「Eggs」の推薦で全国6店舗のタワーレコードで1st mini album「NINETEEN」の販売開始。12月には大阪中央区のコミュニティFM局であるYES-FMの「SNEEKER BLUES RECORDS presents TOP OF THE 近畿」内でコーナー「THE ARNOLDSのリルデロポッペン近畿!」を2ヶ月限定で担当。
2021年3月、自主企画ライブ「言うてますけども」の開催を予定するも、新型コロナウイルス感染拡大による県の緊急事態宣言をうけて延期となる。
4月 Date fmの新番組「SESSION!」にレギュラー出演決定。同月「ARABAKI ROCK FEST.20th×21」出演決定(新型コロナウイルス感染拡大により開催中止)。
各種サブスクリプションにて、新たに3ヶ月連続デジタルシングルを配信。第1弾「どん底」、第2弾「ぜんぶ違う」、第3弾「キングギドラのロック」。同月 完全自主制作PV「どん底」を公開。9月には全国展開の釣り具屋チェーン店タックルベリーの店内放送にて「夏の日のコーヒーカップソング」がパワープレイされる。11・12月の期間限定で、YES-FMの「SNEEKER BLUES RECORDS presents TOP OF THE 近畿」内のコーナーを2年連続で担当。
2022年1月、企画ライブ「言うてる場合です!」を仙台FRYING SONにて開催、完売。6月には仙台CLUB JUNK BOXにてワンマンライブ「THE ARNOLDS ONE  MAN SHOW 2022」を開催、完売。同日より1st ep 「定食e.p.」リリース。10月、サーキットフェス「MEGA☆ROCKS」に出演。
2023年1月からは東日本を周るツアーを開催。4月には永原真夏と勃発とのスリーマンライブ、月末には吉本興業所属のパーティーロックバンド・ジュースごくごく倶楽部とのツーマンライブを開催。6月17日、ザ50回転ズとのツーマンライブ「THE 50KAITENZ & THE ARNOLDS special 2man show」を仙台フライングサンにて開催、満員御礼。
2023年7月23日 公式Twitterで突然の解散を発表。詳しい理由は明らかにされていない。